# Триплатинацерий
Триплатинацерий — бинарное неорганическое соединение
платины и церия
с формулой CePt3,
кристаллы.

## Получение
- Сплавление стехиометрических количеств чистых веществ:

{\displaystyle {\mathsf {3Pt+Ce\ {\xrightarrow {1800^{o}C}}\ CePt_{3}}}}

## Физические свойства
Триплатинацерий образует кристаллы
кубической сингонии,
пространственная группа P m3m,
параметры ячейки a = 0,4162 нм, Z = 1,
структура типа тримедьзолота AuCu3
.
Соединение образуется по перитектической реакции при температуре ≈1800°C  (1688°C ).